# أولاد ستوت
جماعة أولاد ستوت جماعة قروية تابعة لقبيلة اولاد ستوت في جنوب شرق إقليم الناظور في شمال المغرب. تحد شمالا بالجماعة الحضرية زايو وبجماعة اولاد داوود زخانين وجماعة أركمان وكلا هاتين الجماعتين تابعتين لقبيلة كبدانة، وشرقا تحد بواد ملوية. أما غربا فتحد بجماعة بوعرك وجماعة سلوان التابعتين لقبيلة قلعية، وأيضا بالجماعة الحضرية العروي، أما من الجنوب فتحد بجماعة بني وكيل اولاد امحند وجماعة حاسي بركان التابعتين لقبيلة آيت بويحيي. يبلغ عدد سكان الجماعة حوالي 22173 نسمة حسب إحصاء سنة 2004.

## التقسيم الإداري
من بين القرى والدواوير المكونة لجماعة أولاد ستوت نجد:
دوار عين الذيب